# Габриел Барбоза
Габриел Барбоза Алмейда (на португалски: Gabriel Barbosa Almeida) или просто Габриел е бразилски футболист, който играе за Крузейро.

## Кариера

### Сантош
Габриел се присъединява към академията на Сантош през 2004 г., на 8 години. Неговите многобройни голове с младежките гарнитури на клуба му печелят прякора Габигол. На 25 септември 2012 г. той подписва професионален договор с клауза за освобождаване от 50 млн. евро и прави дебют на 17 януари на следващата година в приятелски мач срещу Гремио Баруери.
На 26 май 2013 г. Габриел дебютира в лигата, само на 16 години при 0:0 срещу Фламенго. Той вкарва първият си професионален гол на 22 август 2013 г. в домакинския успех срещу Гремио Порто Алегре.
На 1 февруари 2014 г. Габриел вкарва 12 000-ия гол за Сантош при победата с 5:1 срещу Ботафого-СП.
Габриел вкарва първия си гол в Кампеонато Бразилейро Серия А на 20 април 2014 г., отбелязвайки в равенство 1:1 срещу Спорт Клуб до Ресифе. Той подписва нов 5-годишен договор с клуба на 23 септември и завършва сезона с 21 гола.
След началото на кампанията за 2015 г. на пейката, Габриел е избран за титуляр след напускането на Робиньо. Той отбелязва 10 гола в Бразилейро и е голмайстор в Копа до Бразилия с 8 гола. Неговата впечатляваща форма през сезона със Сантош е отбелязана от испанското спортно списание „Дон Балон“ като един от 101-те най-добри млади таланти в световния футбол през 2015 г.
Габриел стартира сезон 2016 с 2 последователни гола срещу Сао Бернардо и Понте Прета. На 24 април 2016 г. той вкарва за 2:2 срещу Палмейрас.

### Интер
На 27 август 2016 г. Габриел подписва договор с Интер Милано за 5 години в трансфер, за който се твърди, че възлиза на 29.5 млн. евро. Той вкарва първия си гол за Интер на 19 февруари 2017 г., след като влиза като резерва, а голът му е решаващ за победата с 1:0 срещу Болоня.

#### Бенфика
На 31 август 2017 г. Габриел се присъединява към португалския клуб Бенфика Лисабон под наем до края на сезон 2017/18.

#### Завръщане в Сантош
На 25 януари 2018 г. бившият клуб на Габриел обявява, че са постигнали споразумение с Интер за връщането му в клуба под наем. Той прави своя дебют за клуба на 11 февруари, като стартира и вкарва втория гол в равенството 2:2 срещу Феровиария.
Габриел прави своя дебют в Копа Либертадорес на 1 март 2018 г., като стартира при загубата с 0:2 от Реал Гарсиласо. На 11 май той вкарва хеттрик – първият в професионалната си кариера – в домакинството на Луверденсе за 5:1, за националната купа.
На 1 септември 2018 г. Габриел вкарва хеттрик при победа в гостуването с 3:0 срещу Вашко да Гама.

#### Фламенго
На 11 януари 2019 г. Фламенго официално обявява споразумение с Интер Милано за Габриел под заем до 31 декември 2019 г.
Габриел дебютира за Фламенго на 23 януари 2019 г. при равенството в Кампеонато Кариока 1:1 срещу Ресенде, той започва мача и играе всички 90 минути. Първият му гол за Фламенго е отбелязан на 24 февруари 2019 г. при победа с 4:1 срещу Американо. Фламенго печели Кампеонато Кариока 2019, като Габриел вкарва 7 гола в 12 мача, като също е избран за отбора на годината.
На 23 ноември 2019 г. Барбоса вкарва два късни гола във финала на Копа Либертадорес през 2019 г. при победата с 2:1 над Ривър Плейт, а отбора му печели турнира.

## Отличия

### Отборни
Сантош
- Кампеонато Паулища: 2015, 2016

Фламенго
- Кампеонато Бразилейро Серия А: 2019
- Кампеонато Кариока: 2019
- Копа Либертадорес: 2019

### Международни
Бразилия
- Олимпийски златен медал: 2016

### Индивидуални
- Копа до Бразил голмайстор: 2014, 2015, 2018
- Кампеонато Бразилейро Серия А голмайстор: 2018, 2019
- Кампеонато Паулища отбор на годината: 2016, 2018[21]
- Кампеонато Бразилейро Серия А отбор на годината: 2018
- Кампеонато Кариока отбор на годината: 2019
- Копа Либертадорес голмайстор: 2019